# Anisoperas cervinicolor
Anisoperas cervinicolor är en fjärilsart som beskrevs av W. Warren 1907. Anisoperas cervinicolor ingår i släktet Anisoperas och familjen mätare. Inga underarter finns listade i Catalogue of Life.